# Route 21 (Oman)
Die Route 21 oder R21 ist eine Fernstraße im Sultanat Oman. Die Fernverkehrsstraße führt vom Ortsanfang der Provinzhauptstadt Nizwa über Bahla durch die nördliche Rub al-Chali bis zur Grenze zu den Vereinigten Arabischen Emiraten. In den VAE führt die Fernstraße E7 nach Al-Ain. Manche Streckenabschnitte sind zu einer Autobahn ausgebaut worden.